# مارک اکیتو
مارک اکیتو (انگلیسی: Marc Acito؛ زادهٔ ۱۱ ژانویهٔ ۱۹۶۶) یک رمان‌نویس اهل ایالات متحده آمریکا است.